# 戰鬥陀螺 鋼鐵奇兵角色列表
戰鬥陀螺 鋼鐵奇兵角色列表是對於足立充史原作漫畫作品「戰鬥陀螺 鋼鐵奇兵」及動畫版登場人物之敘述。部分中文譯名只是暫定。
※戰鬥陀螺 鋼鐵奇兵整個系列除了湯宮健太外，並無設定角色的年紀、生日、興趣、嗜好、家庭背景和居住地等，也沒有顯示有些角色的過去和他們成為陀螺戰士的主要原因。

## 主要角色
鋼银河（ハガネ ギンガ）
聲：金田晶／香港：曹啟謙、陳凱婷（幼年）／台灣：郭馨雅
使用的戰鬥陀螺：流星天馬／暴風天馬 105F（漫畫）→烈風天馬 105RF→銀河天馬 W105R²F→爆裂天馬 F:D→武士天馬／天馬武士 W105R²F（飛馬座）、暴風天馬10G.Qc'（漫畫靈魂爆發出場）
喜欢的食物：三层夹心的牛肉汉堡，討厭的事情：打针。
第一季第1話登場，为了找回被反派組織暗黑星雲給奪走的禁忌戰鬥陀螺雷霆天龍而展开修行之旅的少年。红发、身着蓝色服装、繫白色围巾是他的特徵，对战理念和手上持有的戰鬥陀螺烈風天馬皆為繼承自父亲流星。因為獨自一人击败首狩团的百名成员而變得非常出名。在結識健太和陀螺陀螺技術師小圓後便經常出入於陀螺商店，跟他們的朋友們以及其他的陀螺戰士進行對戰。
在爆中1話解開遺蹟封印得到銀河天馬，之後被選為日本國家隊代表隊的隊長與正宗、翼、遊組成鋼鐵銀河隊代表日本參加世界盃陀螺大賽。
在4D中於星星碎片選中和京谷的對戰中讓銀河天馬進化成爆裂天馬，成為秋季陀螺戰士並且跟同伴們找尋傳說中的陀螺戰士。
第四季（Zero-G）的首話中在七年前把炎神武士 W145CF贈送給傑洛並且在世界各地踏上修行之旅，在Zero-G 36話出現並且教導傑洛有關陀螺對戰的真正意義。
必殺技：天馬流星擊、天馬流星群擊、天馬爆嵐擊、天馬極星擊、天馬星塵蹴、天馬爆翼翔、天馬旋風翼、天馬流星雨擊、銀河彗星光彈、天馬閃風擊、超級宇宙新星、與京谷組合：終極風暴（漫畫與遊戲中使用）、與健太和弁慶組合：極星烈焰爪上升（僅限動畫話11話）、與龍牙組合：天馬竜皇撃（漫畫特別版中使用）
轟擊天馬F:D：天馬爆翔翼、天馬極星擊、天馬閃風擊、超級宇宙新星
武士天馬 W105R²F
銀河超新星
究極必殺技：銀河新星
傳說究極必殺技：天馬昇天擊
湯宮健太（ゆみや ケンタ）
聲：加藤英美里／香港：曾佩儀／台灣：吳貴竹
使用的戰鬥陀螺：終極射手 145S（漫畫版）→烈焰射手 C145S →激閃射手／閃光射手 230WD（射手座）、烈焰射手.8'.C（漫畫靈魂爆發出場）
第一季第1話登場，非常喜歡戰鬥陀螺的男孩，上進心很強，身邊有許多關係不錯的朋友。亮綠色短髮(頭上有呆毛)和棕眼是他的特徵。原作漫畫中以小學五年級學生的設定。
起初在打進WBBA大會的前八強時，因為有許多積分而被首狩團給盯上，後來受到銀河的幫助因此跟他成為朋友，之後跟銀河切磋陀螺對戰的技巧也以成為最強的陀螺戰士為目標不斷努力提升實力。
在爆中參加世界盃陀螺大賽的日本國家隊選拔賽卻落選。4D中陪同銀河一行人去找傳說中的陀螺戰士，但發現自己的能力不足也要找到協助銀河一行人的方法，因此跟他們暫時分開行動，之後從龍牙的上接受他的星星碎片並且覺醒成為新的夏季陀螺戰士。
必殺技：終極神箭、射手烈焰爪/射手火焰爪、射手急降爪（漫畫與動畫版登場）、射手火焰箭（遊戲版出場）、射手流星雨（遊戲版出場）、與銀河和弁慶組合：極星烈焰爪上升（僅限動畫話11話）、激閃射手 230WD：射手急降箭
盾神京矢（たてがみ キョウヤ）
聲：日野聰／香港：李凱傑／台灣：黃天佑
使用的戰鬥陀螺：王者雄獅 145D（漫畫版）→岩巖獅王／巨岩雄獅 145WB→獠牙獅王／鋼牙雄獅 130W²D（獅子座）、巨岩雄獅.0.M（漫畫靈魂爆發出場）、王者雄獅D125D（遊戲版出場）
第一季第1話登場，是首狩團的首領，深綠色半長髮加藍眼、身穿綠色敞懷外衣是他的特徵。喜歡向與自己實力相當的陀螺戰士進行陀螺挑戰，不受別人的擺佈。性格好勝，總是獨來獨往。是第一個能夠阻止弁慶的陀螺突進的人。
喜歡向與自己實力相當的陀螺戰士挑戰也不會聽從他人的指示。起初發現銀河擁有擊敗首狩团百名成员的實力於是向他挑戰，但後來敗給銀河時受到大道寺的「協助」中進行強化「訓練」下認為只靠自己的力量。之後再次向銀河挑戰卻敗北拿回自己與巨岩雄獅的羈絆並瞭解的陀螺對戰的真正意義。在突入黑暗星雲之城時已成為銀河一行人同伴，其特有的領導能力也逐漸顯露出來。
在爆中參加世界盃陀螺大賽的日本國家隊選拔賽並且入選為代表隊，但後來放棄成為代表隊向銀河下挑戰書便離開，之後成為非洲代表隊“狂野獠牙隊”的隊長。
在4D中於星星碎片選中和銀河的對戰中讓巨岩雄獅進化成鋼牙雄獅，成為春季陀螺戰士並且跟同伴們找尋傳說中的陀螺戰士。
必殺技：獅子暴風壁、獅子王爆風破、獅子風牙亂舞、真·獅子暴風壁、真·獅子王爆風破、獅子百烈牙、獅子王激碎牙、獅子王逆風擊(爆ep21首次使用)、獅子崩山破(漫畫版登場)、獅子獵爪（遊戲版出場）、獅子王狂嵐撃（遊戲版出場）、上升龍捲風（遊戲版出場）、與銀河組合：終極風暴（終極風暴）（漫畫與遊戲中使用）
花輪弁慶（はなわ ベンケイ）
聲：三宅健太／香港：陳卓智、張錦江（代配）／台灣：林士程（一期、爆）→于正昌（4D）→陳彥鈞（ZEROG）
使用的戰鬥陀螺：鋼鐵野牛 125SF（漫畫版）／普通戰鬥陀螺→暗黑狂牛／闇黑野牛 H145SD（漫畫中靠自己的力量拿到的）（僅限動畫04話，從大道寺的手上獲得的）、C145SD（僅限動畫19話）（金牛座）
第一季第1話登場，紋章狩獵者成員（首狩團），紫色短髮與紅棕色眼睛是他的特徵，性格單純，食量大。對戰鬥陀螺的知識瞭解頗豐。被京谷評價為是頭鬥牛。
口癖是在每句的話的末尾都加上。在興奮或憤怒的時還可以輕易地發出類似於的聲音。平時通過不正規的比賽手段搶奪實力較弱的陀螺選士的積分，但其實是個善良的人。
原為首狩團的首領，後來敗給京谷時跟隨他並且尊稱對方為“京谷大哥”（キョウヤさん）。起初開始強迫健太進行陀螺對戰但被銀河給擊退。經過與銀河的幾次對決後決定要正大光明的方式來獲勝。
在爆中參加世界盃陀螺大賽的日本國家隊選拔賽但落選，之後為了追隨京谷而以“假面狂牛”之名加入“狂野獠牙隊”。4D中，陪同銀河一行人找尋傳說中的陀螺戰士。
弁慶的名字來源於日本平安時代著名的僧兵弁慶。
必殺技：金牛三叉擊、狂牛極速旋擊戰/狂牛極速旋風刺、暗黑牛角沖頂/暗黑牛角衝頂、野牛上沖斷、最大踩踏、野牛衝頂（遊戲中使用）、公牛狩獵（遊戲中使用）、猛牛十六連撃（漫畫和遊戲中使用）、狂石封鎖、火焰扣殺（遊戲中使用）、與銀河和健太組合：極星烈焰爪上升（僅限動畫話11話）。
天野圓（あまの まどか）
聲：真堂圭／香港：何璐怡／台灣：吳貴竹
使用的戰鬥陀螺：狂暴巨蟹 145F
第一季第2話登場的陀螺技術師，特徵為栗色髮藍眼、呆毛和膝上襪是她的特徵。經常與銀河一行人行動，是動畫原創的角色。陀螺商店 B-Pit 店长的女儿。
兴趣是戰鬥陀螺的维修分析与仿真，非常很注重陀螺的維修與調查其資料。擅长料理和电脑操作，动画第17话中有露出喜欢动物的一面。如果發現看到別人執著於對戰而沒有關注陀螺的狀況時會勸阻。爆中擔任鋼鐵銀河隊的技術支援者，4D中協助銀河一行人找尋傳說中的陀螺戰士。

## 次要角色
大鳥翼（おおとり　つばさ）
聲：入野自由、廣橋涼（幼年）／香港：張裕東、鄭麗麗（幼年）／台灣：黃天佑（一期、爆、ZEROG）→劉傑（4D）
使用的戰鬥陀螺：大地蒼鷹 145WD（天鷹座）

第一季第24話登場，銀長髮褐眼、有呆毛是他的特徵。真實身分是WBBA的特務兼間諜的陀螺戰士。為了查出闇黑星雲使用雷霆天龍的目的因而奉命潛入其組織，35至36話因為蒐集闇黑星雲的所有數據而曝露出行蹤被不死鳥所救而脫離闇黑星雲，39話中成為銀河一行人的同伴。
在爆中在世界盃陀螺大賽日本國家隊選拔賽中，與京谷對戰時被擊敗但與遊對抗時獲勝贏得正式成員的位置。與銀河、正宗和遊組成鋼鐵銀河隊參加世界盃陀螺大賽。
4D中，原本在世界各地開始修行之旅，後來接受總部的命令幫助銀河一行人找尋傳說中的陀螺戰士，4D 15話中參與蘇菲亞360大會。
（漫畫版）
漫面中為闇黑星雲三鬥士之一。服裝與動畫不同，平時閉着雙眼。在戰鬥大陀螺會上擊敗光。
必殺轉技：蒼鷹急降殺／天鷹迅俯衝、蒼鷹反擊舞動／天鷹翼反衝、蒼鷹擊碎爪／天鷹擊碎爪、蒼鷹鐵翼破／天鷹鐵翼破、蒼鷹鋼爪破／天鷹鋼爪破、蒼鷹狂風掃／天鷹疾風掃、蒼鷹華麗龍卷突擊／天鷹閃耀龍捲破、蒼鷹流線斬、天鷹空襲狩獵墜落(遊戲中使用)、金屬翼粉碎(遊戲中使用)、飛行沖擊(遊戲中使用)、天鷹羽毛衝擊(漫畫中的闇黑必殺技)
天童遊（てんどう ゆう）
聲：名塚佳織／香港：雷碧娜／台灣：郭馨雅
使用的戰鬥陀螺：烈焰天秤 T125ES（天秤座）
第一季第20話登場，參加生存戰大會中的男孩，外表天真無邪但實力深不可測。橙髮綠眼、說著一口摻雜英文單詞的流利日文是他的特徵。
起初很崇拜龍牙而加入闇黑星雲，後來跟銀河對戰中發現他跟龍牙有所不同，認為自己追求的應該是像銀河這樣強大的力量，後來在42話發現自己被闇黑星雲所利用還被迫跟水地對戰，促使烈焰天秤遭到毀壞，43至44話脫離闇黑星雲不久就將其組織的真面目告訴銀河一行人，在健太和水地對戰前把烈焰天平交給他。之後跟銀河一行人成為朋友。
在爆中在日本國家隊選拔賽中與正宗和翼對戰時被擊敗，由於京谷退出正式成員位置的緣故所以成為候補。之後與銀河、正宗和翼組成鋼鐵銀河隊參加世界盃陀螺大賽。4D中在世界各地開始修行之旅，4D 28話中跟京谷找到最後一位傳說中的陀螺戰士迪迪並且幫助銀河一行人。
（漫畫版）
漫面中為闇黑星雲三鬥士之一。
必殺技：天平終極審判地獄／天平地獄審判、天平音速波、天平音速彈、天平音速盾、天平最後審判地獄／天平最終地獄審判、天平音速波連續攻擊、天枰審判火焰／天平制裁火焰(漫畫中的闇黑必殺技)
角谷正宗（かどや まさむね）
聲：三瓶由布子／香港：關令翹／台灣：黃珽筠
使用的戰鬥陀螺：電光獨角／電光獨角獸 D125CS、T125CS(遊戲中使用) →閃電獨角／雷電獨角獸 100RSF（獨角獸座）
第二季（爆）第1話登場，黑色帶白色高光和紅色尖端的髮型與棕眼是他的特徵。自稱是世界第一最強陀螺戰士，很喜歡吃辣的零食。
剛登場時不斷向銀河挑戰卻落敗，卻有很強的實力。在日本國家隊選拔賽中將遊擊敗，與銀河、翼和遊組成鋼鐵銀河隊參加世界盃陀螺大賽。
4D時返回美國與斯奧和托比組成新岩窟隊的同時幫銀河一行人找尋傳說中的陀螺戰士。在這期間請求斯蒂爾教練改造自己的陀螺電光獨角獸，由於自己的設計圖太過於複雜到只能將電光獨角獸改造成雷電獨角獸。4D 17話中在蘇菲亞360大會中跟傳說中的陀螺戰士之一的King成為好友。
必殺技：紫電一閃、雷光一閃／電光石火、紫電落雷(遊戲中使用)、紫電飛翔(遊戲中使用)、狂蠻噪音(遊戲中使用)、與KING組合:至尊雷鳴劍雷光一閃
波佐間光（はさま ヒカル）
聲：井上麻里奈／香港：鄭麗麗／台灣：郭馨雅
使用的戰鬥陀螺：幻影水瓶／疾風水瓶 100HF/S（水瓶座）
第一季第6話登場，水藍中短髮與紫眼是她的特徵，是一位立志成為一位最強的陀螺戰士而四處旅行的少女，性格冷静少言寡语。
为了实现已故母亲托付给的“成为世界第一的陀螺戰士”的遺願不断与强者進行陀螺对战。剛開始聽説銀河的事便向他挑戰。6話中雖然不滿健太冒名代替銀河跟自己對決，但後來在7話敗給健太並且認同他的實力。之後在與銀河的正式對決中輸得心服口服並且待在鎮上，爆中成為流星的助手。
在漫畫版中唯一的女性角色。
必殺技：水瓶無限波
冰魔
聲：柿原徹也／香港：梁偉德、雷碧娜（幼年）／台灣：賀宇傑
使用的戰鬥陀螺：華麗白羊／狂烈牡羊／狂烈白羊 ED145B（白羊座／牡羊座）
第一季第15話登場的神秘少年，動畫原創角色，淺紫色蓬鬆短髮與藍紫眼是他的特徵。因為是古马村的村民所以身手很敏捷，银河的青梅竹馬兼好友。擅长製作野外料理。
過去有好幾次在陀螺對戰中贏過銀河，15話中在巡邏古马村的路上幫助找尋銀河的健太一行人並且考驗他們。爆中協助銀河拿到銀河天馬，4D 52話中把自己的力量借給銀河對付黑太陽。
必殺技：白羊羊角拋／牡羊羊角拋、白羊隨風逝／牡羊隨風逝、白羊流風回舞／牡羊流風回舞
鳳凰/鋼 流星（フェニックス）/
聲：速水獎／香港：陳廷軒／台灣：黃天佑
使用的戰鬥陀螺：流星天馬105F（漫畫版）烈風天馬105RF→烈火鳳凰135MS（鳳凰座）
第一季第14話登場，銀河的父親，烈風天馬的原持有者。曾經被稱為傳說中的陀螺戰士。
原本和銀河居住在古馬村，但在14話中由於無法制止被龍牙拿走雷霆天龍並在對決中被他打敗，在洞穴崩塌時把烈風天馬交託給銀河要求他拿回雷霆天龍不久被落石給埋住，所幸被北斗所救待在古馬村中療傷。之後戴上面具隱姓埋名並在暗中關注與幫助銀河和他的好友們。48话時顯示身分在銀河相認，並且跟銀河和他的朋友們講述有關戰鬥陀螺的歷史與雷霆天龍跟烈風天馬的過去。爆中成為WBBA的總部長。
（漫畫版）
漫面中在大會上出現並幫助健太修復戰鬥陀螺的神秘男子。後來在與水地零士的對決中不戰而敗。
必殺轉技：鳳凰烈焰炸裂／烈焰炸裂／天鳳爆炎衝/
水澤勇氣（みずさわ ユウキ）
聲：牧口真幸／香港：伍秀霞、陸惠玲﹙代配）／台灣：黃珽筠
使用的戰鬥陀螺：水星阿努比斯85XF→水星阿努比斯85XF（傳說版）（水星/埃及木乃伊製造之神、亡者與墳墓守護之神胡狼頭神阿努比斯）
第三季（4D）第1話登場，是個天才天文學家的陀螺戰士。帶著眼鏡、棕髮藍眼是他的特徵，先祖是古代的太陽系陀螺戰士中靠著豐富的知識與情報協助傑吾士王（宙斯）、召集反抗破壞神的軍隊的戰士亦是忠臣之一。
4D 1話中發現星星碎片被打散成十片並且分散在世界各地，在接下寄宿在水星阿努比斯的星星碎片並且得知有邪惡勢力（布魯圖）想要讓破壞神涅墨西斯復甦於現世毀滅一切的緊急消息後，因此在4D 2話請求銀河一行人陪同自己去世界各地召集所有傳說中的陀螺戰士阻止破壞神涅墨西斯毀滅現世。
必殺轉技：勇氣一擊／勇士(勇者)衝擊／勇氣衝擊（動畫版中都沒有使用，直到4D 45話才使用）、千兆勇氣衝擊（漫畫中使用）

## 對手
渡蟹哲也（わたりがに てつや）
聲：藤原堅一／香港：伍博民／台灣：賀宇傑
使用的戰鬥陀螺：狂暴巨蟹 CH120FS→暗黑巨蟹 CH120SF（巨蟹座）
第一季第5話登場，一名流浪陀螺戰士。穿着一身印有螃蟹图案的褐色袍子，类似于日语“螃蟹”（读音Kani）发音的口癖与笑声是他的特征。
起初在陀螺对战中就會把对方的陀螺給刮壞，後期則是用耍手段的手法來獲勝，會不信任同伴的原因是自己曾被朋友越前給背叛。雖然敗給銀河時似乎明白朋友的重要性，但性格並沒有就此改變。
（漫畫版）
暗黑星雲的成員之一。
必殺技：蟹鉗六雙／六蟹舞動爪，颯颯衝天／冥蟹怨念波（遊戲版登場）
大池飛輪／大池飛雄（おおいけ トビオ）
聲：石田彰／香港：黃鳳英→張裕東／台灣：林士程（一期）→于正昌（4D）
使用的戰鬥陀螺：烈風山羊／暴風魔羯 M145Q（魔羯座）
第一季第25話登場，口中含藍色棒棒糖，發射陀螺的方式跟狙擊手相似。由於神出鬼沒加上在人為不知的地方發動狙擊攻擊模式來攻擊對手的陀螺，因此有「死亡魔羯」的稱號。
必殺轉技：旋流死亡擊／飛躍死亡破、死亡螺旋轉／魔羯螺絲刀
曉宇宙（アカツキ ソラ）
聲：川名真知子／香港：林丹鳳／台灣：黃天佑
使用的戰鬥陀螺：宇宙天馬／電流天馬 100HF（飛馬座）
第一季第29話登場，一位非常很崇拜銀河的青少年。起初仿效銀河的必殺技，但後來陀螺掉下時飛出場外失敗之下成為陀螺DJ和觀眾的笑柄。後來和健太參加比賽時完成屬於自己的必殺技跟他成為朋友。
必殺轉技：電殛光束/OV 電光束
深海流太郎（ふかみ りゅうたろう）
聲：優希比呂／香港：伍秀霞／台灣：林士程
使用的戰鬥陀螺：鱗光雙魚 D125BS（漫畫版）／熱流雙魚／怒濤雙魚 T125ES（雙魚座）
第一季第30話登場。以手持折扇與神樂舞的鈴鐺和習慣用成語为特征。同時也是幫別人算命與占卜的陀螺戰士，在大會中與銀河對決中敗北後和他成為朋友。
（漫畫版）
有著濃厚的關西腔和暴牙的特徵，與銀河的感情很不錯。
必殺轉技：亞空扭曲破(亞空轉歪)、冰極和火焰地獄(做出被霜凍或被燃燒的幻象,用來擾亂對手的腦神經)
早乙女輝（さおとめ てる）
聲：岡本信彥／香港：張裕東→周良鴻／台灣：黃天佑
使用的戰鬥陀螺：大地月女／大地處女 GB145BS（處女座）
第一季第34話登場，動畫原創角色。原本是一名天才型的男性芭蕾舞者，但是在一年前在公演中的事故中促使腳踝受傷的緣故自此退出芭蕾界，之後因為觀看到銀河的身影與散發著光輝時重新點燃希望下轉成為陀螺戰士。在漫畫版中開設芭蕾舞學校。
必殺技為：處女尖端迴轉/處女腳尖旋轉、處女凌空飛躍/處女凌空跳躍
毒島
聲：草尾毅／香港：招世亮／台灣：林士程
使用的戰鬥陀螺：地獄天蠍 WD145B（漫畫版）／巨岩天蠍 T125JB（天蠍座）
第一季第37話登場，非暗黑星雲的成員，總是跟一些不良的手下做出卑鄙手段的行徑來獲得利益。
（漫畫版）
暗黑星雲的成員之一也是龍牙的部下，為了晉升幹部跟銀河一行人進行對戰但後來被銀河擊敗還被逐出暗黑星雲。參加陀螺戰鬥大會為了獲勝於是毀壞健太的終極射手卻敗給他。
必殺技：地獄雙殺、岩巖切烈

## 反派角色
闇黑星雲
是第一季中出現的反派組織，其規模十分龐大，由龍牙和大道寺所率領，企圖用禁忌的戰鬥陀螺——雷霆天龍 100HF所隱藏的強大力量掌控戰鬥陀螺界，但實際上只是由HD學院所幕後操縱的空殼組織。其組織名稱參照自星雲的形象之一的暗星雲。
龍牙
聲：津田健次郎／香港：黃啟昌／台灣：林士程（一期、爆）→何志威（4D）
使用的戰鬥陀螺：白銀天龍 105F（漫畫版）→雷霆魔龍／雷霆天龍 100HF→雷霆魔龍 100HF（極龍版，只適用於漫畫版）→隕石魔龍／隕石天龍 LW105LF→毀滅魔龍／毀滅天龍 F:S（天龍座）
第一季第13話登場，第一季的前反派角色。闇黑星雲中強大的陀螺戰士，是禁忌陀螺雷霆天龍的使用者。身手十分矯健，很擅長挑釁對手。
第二季（爆）第26話再度登場，在第二季間的劇場版前（外傳漫畫）巧遇希利奧斯，然後跟他進行陀螺對戰中讓雷霆天龍進化成隕石天龍後打成平手收場。
第三季（4D）第4話再度登場。前任代表四季戰士中的『夏季』的陀螺戰士。
動畫中的個性與漫畫版中大為不同。
必殺轉技：
龍皇剛霸翔(闇黑必殺技)、龍皇命壞破(究極必殺技)、龍皇翔咬擊(闇黑必殺技)、龍皇天翔殺（闇黑必殺技）、與銀河組合:天馬竜皇撃(漫畫特別版中使用)
毀滅魔龍F:S：龍皇剛霸翔(闇黑必殺技)、龍皇命壞破(究極必殺技)
大道寺（だいどうじ）
聲：子安武人／香港：張錦江／台灣：賀宇傑（一期）→劉傑（4D）→陳彦鈞（ZERO G）
使用的戰鬥陀螺：利爪戰狼 D125B（漫畫版）→闇黑戰狼／闇黑豺狼 DF145FS（豺狼座）→驚惶者再生魔神／幻影芬里厄 T125JB（動畫版）(北歐神話的巨型魔狼芬里厄)
第一季第2話登場，橫跨全個鋼鐵戰魂系列的反派角色，以戴著眼鏡搭配暗色西裝為特徵，第一期髮色為黑色，直至4D中髮色轉為白色，戴著紳士帽與拐杖。
闇黑星雲的總部長，擁有優秀的領導和管理的能力，在片中也被多次描寫到坐在指揮室中向部署下達指令的形象。招牌動作是用右手的中指推動眼鏡以及玩弄仙人掌甚至會拿梳子來整理髮型的習慣，總是對自己很欣賞的人事物以優雅的詞句來表達稱讚，甚至要求部署在行事時要做到完美無缺，真實身分是HD學院的特派成員。
喜歡的食物跟飲料:生火腿、羊乳酪和橙汁
外表上對龍牙與HD學院的院長捷古拉特很忠誠，但實際上個性很陰險、狡詐與卑劣，打算靠著龍牙與雷霆天龍的力量藉此掌控戰鬥陀螺界，甚至在第一季後期中不惜犧牲自己的部下與隸屬暗黑星雲的成員還將他們視為棋子來看待。
在漫畫特別篇“ 靈魂爆裂”中，自稱為“大路”的身份以比賽贊助商贊助的理由出現在決賽中。
其角色是影射於動漫電影天空之城的反派角色穆斯卡，兩人的共同點是想要得到傳說之力。唯一的不同點是穆斯卡是出身在王室家族的背景過去，而本角色並沒有顯示任何的家庭背景、過去也沒有顯示選擇執著於闇黑力量的主要原因和理由。
必殺轉技：暗黑咆哮刃/暗狼咆哮斬
美利斯／Merci（ ）
聲：平田廣明／香港：李致林、伍博民（代配）、周良鴻（ZERO G）／台灣：黃天佑、陳彥鈞（ZERO G）
第一季第8話登場，一檯由暗黑星雲所專屬的人工智慧主機機器(其真正的名稱是「ISDC5386292C4 Mainframe」)，對大道寺與龍牙很忠誠會替他們效勞，可以用電腦程式負責調查陀螺戰士的身分與背景、其使用的戰鬥陀螺、行蹤等相關的資料，有時會安排不少的機關或是當成監視器來監視著對象。特徵是在講話時經常混合些法語的單詞還會以禮節的用法來表達敬意，名字來自法文的意思。曾在ZERO G後期中有一部分出現。
雙道暖／雙道炎（そうどう ダン）＆雙道冷／雙道寒（そうどう レイキ）
聲：佐藤利奈／香港：張裕東→李致林、黃榮璋／台灣：吳貴竹、郭馨雅
使用的戰鬥陀螺：普通戰鬥陀螺→殺手雙子DF145FS（雙子座）
第一季第12話登場，動畫中隸屬闇黑星雲的成員，是以孿生兄弟的身分出場的孿生陀螺戰士，炎身穿紅色的高領無袖夾克，外搭灰白色的背心，擅長以陀螺對戰中防禦性的對戰模式，寒身穿著白色灰色高領的藍色半拉鍊背心，擅長以陀螺對戰中攻擊性的對戰模式，總是按照炎的吩咐而行動。
兩人在第一期後期正式成為暗黑星雲的成員，雖然在單打對戰中會分工合作，炎在外表上很成熟也很冷靜，會耐心計算對手進攻的時機然後判斷出何時攻擊以及等待和進攻的機會，但是個性很傲慢。寒的個性很不成熟和草率，即使擅長進攻部分卻有時會焦躁和炎產生爭執。
必殺轉技：
雙子冰雪牆/寒冰刃(雙道寒的招式)
雙子火焰刃/赤炎壁(雙道炎的招式)
合體必殺技:雙子冰火炮彈/下擊爆流破
熊手 熊介（くまで くますけ）、熊手 熊太（くまで くまた）、熊手 熊次（くまで くまじ）
聲：高木涉、鷹嘴翼、榊英訓／香港：劉奕希、梁偉德、黃榮璋／台灣：林士程、郭馨雅、黃天佑
使用的戰鬥陀螺：岩巌巨熊／巨岩猛熊 D125B（大熊座）（三人的戰鬥陀螺的顏色分為棕色、灰色與白色）
第一季第26話登場，動畫中是以三兄弟的身分出場的成員。熊介是長兄、熊太是次弟、熊次是么弟。雖然在對戰中會分工合作，但是很固執也會在輸掉對戰時互相吵架。
必殺轉技：
熊爪快擊／猛熊鮭魚掌
合體必殺技:三重熊爪快擊／三重鮭魚掌、熊手三兄弟攻擊
水地零士（みずち れいじ）
聲：渡邊明乃／香港：翟耀輝／台灣：黃天佑
使用的戰鬥陀螺：狂毒巨蛇／猛毒巨蟒 SW145SD（巨蛇座）
第一季第40話登場，由闇黑星雲所栽培而出的no.2成員兼王牌，是唯一繼龍牙後會使用闇黑必殺技的陀螺戰士。
平常以深紅色髮型有蛇的眼睛圖案裝飾，瀏海遮住雙眼、保持沉默的個性。但是在對戰中個性變異，會帶有刺激與挑釁的手段使對手產生畏懼的手法，甚至會做出破壞對手的陀螺的殘酷性格。
儘管在爆中被列為日本陀螺戰士排名前二十位之一卻未在日本國家隊選拔賽中出現。
必殺轉技：巨蛇連環刃/猛毒滅絕咬（暗黑必殺技）
捷古拉德/捷古拉特
闇黑星雲所隐藏的角色兼黑幕，派遣大道寺管理闇黑星雲並且負責「引導」龍牙發揮禁忌的戰鬥陀螺雷霆天龍的力量。
參見美國代表隊 破星者隊

## 世界各國的陀螺戰士（爆登場）

### 日本代表隊 鋼鐵銀河隊
鋼 銀河
角谷 正宗
大鳥 翼
天童 遊
參見主要角色。

### 中國代表隊 王虎眾
王大翔（ワン・ダーシァン）
聲：羽多野涉／香港：何承駿→巫哲棋／台灣：賀宇傑（一期、爆）→劉傑（4D）
使用的戰鬥陀螺：岩巌麒麟／巨岩麒麟 R145WB（鹿豹座）
第二季（爆）第7話登場，部分為黃色、黑長髮是他的特徵，王虎眾的隊長。
曾在年少時協助赤雲進行訓練讓他通過陀螺少林寺的嚴酷訓練，唯一的志願是讓中國陀螺界能成為世界最強的陀螺界。
漫畫版中有著和動畫版完全相反的個性，雖是身為隊長但是個性很殘酷更不允許任何人輸掉對戰比賽，曾出手掌摑輸給正宗的赤雲。
必殺技：麒麟昇天、鐵壁銅牆／銅牆鐵壁、麒麟烈焰、爆碎擊破、流麗飛舞／流麗走舞、疾風怒濤、豪腕一閃／豪腕連擊，與周星組合的合體招式：雙面夾攻
李赤雲（リー・チーユン）
聲：齋賀光希／香港：謝潔貞／台灣：吳貴竹
使用的戰鬥陀螺：熱流蠍虎／灼熱蜥蜴 WA130HF（蠍虎座）
第二季（爆）第3話登場，是王虎眾的隊員。戴著帽子，戴著藍紫色的辮子、性格沉穩。
年少時曾經在家鄉中無人能敵的陀螺戰士，剛開始無法承受陀螺少林寺的嚴酷訓練，在想要離開時陀螺少林寺遇到大翔並且受到他的指導下克服訓練。之後協助大翔完成讓中國陀螺界能成為世界最強的陀螺界的心願
必殺技：旋風烈腳斬、鐵壁銅牆／銅牆鐵壁、穿橋一撃、圓舞雷刀，與美美組合的合體招式：泰山兩陣、天地一陣
周星
聲：高橋廣樹／香港：伍博民／台灣：林士程（一期、爆）→于正昌（4D）
使用的戰鬥陀螺：聖光月女／聖光處女 ED145ES→狂毒月女／猛毒處女 ED145ES（處女座）
第二季（爆）第8話登場，王虎眾的隊員。紅棕色的頭髮和曬黑的膚色是他的特徵，瞎扯淡功夫一流，十分非常受女性的歡迎。
曾在中國國家代表隊的選拔中打贏美美，為了身旁的女性粉絲也會認真對戰。
必殺技：烈華百擊、旋風青龍斬、金剛雙手、猛女閃光、左右倒卷肱，與大翔組合的合體招式：雙面夾攻
美美
聲：中原麻衣／香港：陳琴雲／台灣：黃珽筠
使用的戰鬥陀螺：巨浪水瓶 105F／烈風水瓶 105F（超絕轉生！巴爾幹赫瑟斯）（水瓶座）
第二季（爆）第3話登場，王虎眾的候補隊員。穿著中國粉色服裝和類似包包头、餃子或是牛角盤形的藍綠色頭髮型是她的特徵，天然呆。
是隊中唯一的女性成員，由於每次說話時說錯任何的字總是讓旁人來提醒。
（漫畫版）
出現在宣讀版《靈魂爆裂》中。
必殺技：猛虎圓舞、鳳凰飛翔、中華四千年大波浪/大波浪、斗蛇一閃/鬥蛇一閃，與赤雲一起合體招式:泰山兩陣、天地一陣

### 歐洲聯盟代表隊 王者之劍隊/亞瑟聖劍
朱利亞斯・凱薩/朱利斯・凱薩（ジュリアス・シーザー）
聲：桐井大介／香港：周良鴻／台灣：賀宇傑（爆）→何志威（4D）
使用的戰鬥陀螺：重力英仙/重裝黑騎士 AD145WD（英仙座）
第二季（爆）第12話登場，歐盟中意大利的代表。金色長髮、穿著高貴的紅色上衣是他的特徵。是豪門財閥集團之一凱薩集團的繼承者，擁有管家和許多男性家務工、女傭及護衛人員。擅長馬術、劍擊與打高爾夫球等運動以及彈鋼琴等項目，無論學術、藝術、經營和行銷的成就度相當很高。
由於身為家族集團的繼承者所以無論做任何事都要保持著完美，認為只有勝利和完勝才能夠保持著榮耀、輸贏來決定擁有一切或是失去所有的重要性。
（漫畫版）
增加名叫尼祿的弟弟和父親凱撒•凱澤恩的角色。
個性冷酷無情，藉以壓倒性的力量贏得世界盃陀螺大賽的第一輪和第二輪的比賽。
必殺轉技：漆黑王者之劍／黑之聖劍／黑誓聖劍、梅杜莎之眼(宛如打開梅杜莎的「蛇髮女妖之眼」使目標的區域陷下並如同被「石化」般無法動彈。)、重裝勇士/重力勇士／重力勇烈破
威爾斯（ウェルズ）
聲：細谷佳正／香港：何承駿→巫哲棋／台灣：林士程（爆）→劉傑（4D）
使用的戰鬥陀螺：藍色巨霸鯨怪 WD145RS（鯨魚座）
第二季（爆）第16話登場，歐盟中英國的代表。棕色短髮。能夠在三秒之內打敗對手的陀螺戰士，由於跟蘇菲擅長進行雙人組合對戰，因此被人稱為凱薩雙壁。
（漫畫版）
凱薩的侍從之一。
必殺轉技：巨艦一擊／巨霸藍鯨擊／巨霸艦隊
雙人合作必殺轉技（和蘇菲的合體必殺技）：巨霸滅世海嘯／巨霸雙鯨波／巨霸洪荒／漩渦之壁(防禦必殺技)
蘇菲
聲：喜多村英梨／香港：朱妙蘭／台灣：吳貴竹
使用的戰鬥陀螺：白色巨霸鯨怪 T125RS（鯨魚座）
第二季（爆）第16話登場，歐盟中法國的代表。淡藍色捲長髮是她的特徵，為了成為一名考古學家經常使用戰鬥陀螺挖掘出沉入海底的廢墟遺跡。由於跟威爾斯擅長進行雙人組合對戰，因此被人稱為凱薩雙壁。
（漫畫版）
凱薩的侍從之一。顯示出較高的性感。
必殺轉技：巨烈風暴／巨霸勝利波／巨霸狂流波／巨霸凱旋
雙人合作必殺轉技（和威爾斯的合體必殺技）：巨霸滅世海嘯／巨霸雙鯨波／巨霸洪荒／漩渦之壁(防禦必殺技)
喬治(港版作基安奴)（ゲオルグ）
聲：江川央生／香港：張錦江／台灣：黃天佑
使用的戰鬥陀螺：巨霸山羊/巨霸魔羯 145D（山羊座）
第二季（爆）第25話登場，歐盟中歐洲德國的代表。髮型是接近剃光的短黑頭髮。王者之劍隊的候補隊員。是一位能通過不斷突破自己的極限而變強，被人稱為破壞之斧的陀螺戰士。
（漫畫版）
凱薩的侍從之一。具有粗魯的氣質卻效忠於凱薩。
必殺轉技：山羊鷹爪 第一式、山羊鷹爪 第二式、山羊鷹爪 第三式(嵐之爪一式、嵐之爪二式、嵐之爪三式)/魔羯突擊爪一式、魔羯突擊爪二式、魔羯突擊爪三式、暗黑利刺

### 中東代表隊 沙漠狂雷隊
嘉斯奴／卡斯魯（ガスル）
聲：川島得愛／台灣：黃天佑
使用的戰鬥陀螺：烈風戰狼/暴風天鵝 125FS （普通戰鬥陀螺）(豺狼座)/（天鵝座）
第二季（爆）第12話登場，沙漠狂雷隊的隊長。
必殺轉技：沙漠衝擊（遊戲中出場）
嘉達、芝妲／卡達、芝坦/卡迪、吉達（カーテ、ジダン）
聲：山中真尋、中西英樹／台灣：賀宇傑、林士程
使用的戰鬥陀螺：岩巖戰狼/岩巖烏鴉／巨岩天鴉 125B（普通戰鬥陀螺）（烏鴉座）
第二季（爆）第12話登場，沙漠狂雷隊的兩名隊員，經常以兩人進行雙打對戰。
必殺轉技：烏鴉粉碎爪/烏鴉碎裂擊

### 俄羅斯代表隊 拉胡舒卡
亞利舍兒／阿雷克斯（アレクセイ）
聲：下和田裕貴／香港：梁偉德／台灣：賀宇傑（爆）→于正昌（4D）
使用的戰鬥陀螺：烈火戰狼 H145D（宇宙型）（豺狼）
第二季（爆）第13話登場，戴著眼鏡、棕色短髮，是俄羅斯最先進的設施SK太空訓練中心的總負責人兼拉胡舒卡的隊長，夢想是在世界盃陀螺大賽獲得冠軍，然後乘坐火箭登上外太空。
（漫畫版）
在世界盃陀螺大賽的第二輪比賽中與多萊敗給銀河
必殺轉技：游星衝擊、水平移動
多娜/多萊（ドーラ）
聲：成田紗矢香／香港：黃紫嫻→曾秀清／台灣：黃珽筠（爆）→郭馨雅（4D）
使用的戰鬥陀螺：岩巖魔蠍T125JB（天蠍座）:
第二季（爆）第13話登場，雙馬尾髮型。經常協助諾瓦古曼翻譯他說出令人難以清楚的話。
（漫畫版）
在世界盃陀螺大賽的第二輪比賽中與阿雷克斯敗給銀河。
必殺轉技：岩巖切烈/酸烈毒針
羅娃古麻／諾瓦古曼（ノワグマ）
聲：沼田祐介／香港：伍博民／台灣：黃天佑（爆）→劉傑（4D）
使用的戰鬥陀螺：岩巖巨熊 D125B（大熊座）
第二季（爆）第13話登場，黑色短髮、穿太空服裝，雖然個性很怕生與羞怯，但在對戰時會發揮出實力並顯示出敏銳的眼睛。因為聲音太過安靜而且難以聽清楚，總是讓多娜幫自己來翻譯說話的習慣。
必殺轉技：俄羅斯熊勾、俄羅斯熊爪
普丁
聲：成田劍／台灣：林士程
使用的戰鬥陀螺：死亡戰狼 DF145FS（豺狼座）
第二季（爆）第13話登場，是拉胡舒卡隊的技術支援兼經理，戴著眼鏡並且攜帶一朵黑色的玫瑰 。
遊戲版本中在冰穹第二輪挑戰賽中向銀河挑戰。
必殺轉技：死亡黑玫瑰/豺狼暗黑風暴

### 沙巴那國/沙凡那(南非)代表隊 狂野獠牙隊（動畫原創國）
在17話被大翔和小圓提到是非洲預賽開始前不久就成立的隊伍。代表沙巴那國參與世界盃陀螺大賽，總是二連勝拿下比賽。
盾神京矢／盾神京谷
參見主角群。
奈魯/尼羅
聲：陶山章央／香港：張方正／台灣：賀宇傑（爆）→劉傑（4D）
使用的戰鬥陀螺：爆炎火神145D（祝融星埃及鷹神荷魯斯）→水星阿努比斯 85XF（水星）（超絶転生!バルカンホルセウス）
第二季（爆）第18話登場，埃及出身。實力強悍。有呆毛(多撮)。紅色和棕色的短髮與眼睛下方的圖案是他的特徵。始終保持鎮定而且很善於策略。
必殺轉技：神秘火地帶／神之領域、火神大砲／光芒萬丈
花輪弁慶（マスクドブル）
參見主角群。
達姆雷/達里（ダムレ）
聲：代永翼／香港：黃玉娟／臺灣：郭馨雅（爆）→何志威（4D）
使用的戰鬥陀螺：反擊魔蠍/反擊天蠍 145D（天蠍座）
第二季（爆）第18話登場，深褐色的捲髮與暗色膚色是他的特徵，雖然實力一般但有5.0的視力，能看出對手使用什麼裝備（因為生長在草原上的緣故）。

### 印度代表隊 月神隊/毒蛇隊
第二季（爆）第19話登場總是二連勝拿下比賽的隊伍。
沙爾漢／薩魯昂（サルハン）
聲：石井真
使用的戰鬥陀螺：烈焰巨蟒／烈焰毒蛇 SW145ES（巨蛇座、眼鏡蛇）
第二季（爆）第19話登場，月神隊隊長，被稱為火焰蛇神的陀螺戰士。
4D 52話疑似有將力量借給銀河對付黑太陽。
必殺轉技：烈焰蛇咬/巨蟒爆影幻／巨蟒焚炎幻
里迪克／里提克（リティック）
聲：古島清孝
使用戰鬥陀螺：烈風巨蟒／暴風巨蟒／烈風毒蛇 SW145HF（巨蛇座）
第二季（爆）第19話登場。在對戰上實力相當優秀。
4D 52話疑似有將力量借給銀河對付黑太陽。
亞迪爾／阿尼魯（アニル）
聲：落合佑介
使用戰鬥陀螺：岩巌巨蟒／巨岩巨蟒／巨岩毒蛇 SW145WD（巨蛇座）
第二季（爆）第19話登場，月神隊的其中一員，擁有堅若磐石和精密機械的稱號的陀螺戰士。
4D 52話疑似有將力量借給銀河對付黑太陽。

### 巴西里約代表隊 基爾斯／葛雷西家族
第二季（爆）第30話登場的家庭組織，每個成員都有深棕色的頭髮和棕色皮膚的特徵。
由於出身於貧民窟所以過得很貧困加上被追打中過著艱辛的生活，所以在這期間磨練出生存技巧。因為在沒有親人管教的影響下認為使用不擇手段的手法來獲得勝利就能過著良好的生活和獲得利益。
亞高·基爾斯／艾魯可·葛雷西（アルゴ・グレイシー）
聲：楠大典／香港：葉振聲／台灣：林士程（爆）→黃天佑（4D）→陳彥鈞（ZEROG）
使用的戰鬥陀螺：電光龍骨／電光船底 100RSF（船底座）
第二季（爆）第30話登場，葛雷西家的長子，艾昂、恩索和莎蘭的哥哥。雷鬼頭髮型、纏著紅色頭巾是他的特徵。
由於個性相當的很殘酷與凶悍，所以使當地的陀螺戰士們感到很畏懼，儘管對自己的弟妹們很嚴格卻很在乎他們。
必殺轉技：龍骨卷絞殺
依晏·基爾斯／艾昂·葛雷西（アイアン・グレイシー）
聲：遠藤大輔／香港：張錦江→林筠翔（ZEROG）／台灣：賀宇傑（爆、ZEROG）→何志威（4D）
使用的戰鬥陀螺：旋風力王／颶風力士 105F（武仙座）
第二季（爆）第30話登場，葛雷西家的次子，亦是亞高的弟弟、恩索和莎蘭的哥哥。
是個很懂得如何使用旋風對戰盤的陀螺戰士，很擅長利用計算指針移動藉此抓準時機來攻擊對手的陀螺。
必殺轉技：旋風攻擊，灼熱斬／武仙烈燒斬，旋風攻擊／旋風之刃、合體轉技：三雷擊／力士三雷／武仙三雷擊（和莎蘭、恩索一起）
舍倫·基爾斯／莎蘭·葛雷西（セレン・グレイシー）
聲：鹿野優以／香港：沈小蘭／台灣：吳貴竹
使用的戰鬥陀螺：電光巨蟹 135SF（巨蟹座）
第二季（爆）第30話登場，葛雷西家的長女，亞高與艾昂的妹妹、恩索的姐姐。
會藉此通過說話的方式來誤導對手。由於在對戰中讓自己的陀螺故意躲過對手的陀螺的攻擊，因此有“戰鬥陀螺界的跳舞逃跑者”的稱號。
必殺轉技：貧民旋衝／負犬衝擊、合體轉技：雙貧民旋衝／雙負犬衝擊（和恩索一起）、三雷擊／力士三雷／武仙三雷擊（和艾昂、恩索一起）
安索·基爾斯／恩索·葛雷西（エンソ・グレイシー）
聲：伊東美彌子／香港：林元春／台灣：黃珽筠（爆）→郭馨雅（4D）→劉如蘋（ZEROG）
使用的戰鬥陀螺：電光巨蟹 M145Q（巨蟹座）
第二季（爆）第30話登場，葛雷西家的么子兼候補成員，亞高、艾昂與莎蘭的弟弟。
會對某些有趣的事就會感到很興奮時習慣說“哇！”或是說“好厲害！”的台詞。
必殺轉技：貧民旋衝／負犬衝擊、合體轉技：雙貧民旋衝／雙負犬衝擊（和莎蘭一起）、三雷擊／力士三雷／武仙三雷擊（和艾昂、莎蘭一起）

### 美國代表隊 破星者隊
由HD學院所創立的隊伍，第二季后半部分轉變成反派。原本想要收集禁忌的戰鬥陀螺雷霆天龍的力量和數據，卻因為雷霆天龍失控只好失敗收場，之後用改造制度建立出強大的陀螺戰士參加世界盃陀螺大賽藉此獲得許多的戰鬥陀螺的數據來研發出螺旋核心。
達美安・克特/達米安(達美昂).哈特（ダミアン・ハート）
聲：朴璐美／香港：曾秀清／台灣：吳貴竹
使用的戰鬥陀螺：地獄魔犬/地獄三頭犬 BD145DS（地獄犬座）
第二季（爆）第36話登場，藍色短髮，性格冷酷，破星者隊的隊長。由捷古拉特所「栽培」出來的陀螺戰士，雖然年紀較輕而且對戰中的實力異常強大，但個性過度殘劣，每次在對戰中獲勝後會強迫對方承認是弱者。
必殺轉技：地獄旋轉(高速旋轉製造地獄之火,原理和天馬爆嵐擊一樣)、地獄之門
斯奧・阿比士/吉歐・阿比斯（ゼオ・アビス）
聲：阿部敦／香港：劉奕希／台灣：黃天佑（爆）→于正昌（4D）
使用的戰鬥陀螺：岩巖牡羊125S（牡羊座）→烈焰羅盤230WD（羅盤座）→螺旋狐狸 TR145W²D（4D）（狐狸座）
第二季（爆）第34話登場，正宗與托比的好友，一束棕色的半長發，在頭髮的頂端帶有黃色的網眼是他的特徵。使用擁有極高底盤的陀螺烈焰羅盤。
與正宗和托比是好友關係，曾在年少時加入岩堀隊，但後來托比因生病住院的緣故並且跟正宗約好完成他們的誓言，之後為了托比能夠早日康復決定加入破星者隊，由於實力優異通過HD學院的嚴格特訓成為破星者隊的成員，所以在獲得捷古拉特的賞識與協助下讓托比能提早獲得醫療的機會，但對正宗未實現與自己和托比的誓言轉而加入日本代表隊對他產生不諒解和多次對峙，直至在目睹捷古拉特的真面目決定棄暗投明跟正宗化解誤會合作拯救托比並且重歸岩堀隊。
第三季（4D）第14話再度登場。
（漫畫版）
是追隨達米安的破星者隊的成員，獨自贏得世界盃陀螺大賽半決賽的所有比賽。
必殺轉技：羅盤・刺針／命運的羅盤、羅盤・烈焰／命運的烈焰、神狐擺尾／爆旋尾打/環打旋尾、合體必殺轉技:雙重強烈颱風/雙旋颱風
傑克
聲：內山昂輝／香港：李致林／台灣：賀宇傑（爆）→黃天佑（4D）
使用的戰鬥陀螺：死亡孔雀／殺手孔雀 UW145EWD（孔雀座）
第二季（爆）第33話登場，一頭紅紫色的捲長發，右眼矇上面具，臉上塗滿顏料，穿著很奇異的服裝是他的特徵﹐擁有“戰鬥陀螺界的藝術家”、“兇猛的藝術家”與“藝術時代的陀螺戰士”的稱號。在美術方面有天才般的才華，喜歡將對手的陀螺“放置”自己在對戰盤的“畫作”作為藝術品。
必殺轉技：美麗·死亡、撕裂一切/孔雀開膛手、撕裂天地
大道寺
闇黑星雲的總部長，真實身分是HD學院所派遣的特派成員，接受捷古拉特的委託到闇黑星雲負責「引導」龍牙發揮禁忌的戰鬥陀螺雷霆天龍的力量。
參見反派角色
捷古拉德/捷古拉特（Dr.ジグラット）
聲：宮本充／香港：潘文柏／台灣：林士程
使用的戰鬥陀螺：螺旋山羊/螺旋摩羯 90MF（魔羯座）
第二季（爆）第36話登場，HD學院的院長兼原某所醫科大學的教授。螺旋核心的發明家，破星者隊的贊助者。
擁有超羣的智慧，是技術支援也是發明螺旋核心的科學家，戴著眼鏡並飼養看似像兔子般的松鼠當寵物。安排破星者队参加世界盃陀螺大賽而从中謀利的主使者，會使用改造制度的程式來改造陀螺戰士的身心，並且提高陀螺戰士的功能以最大程度地發揮最大實力，曾派遣大道寺到闇黑星雲負責「引導」龍牙發揮禁忌的戰鬥陀螺雷霆天龍的力量。曾以藏匿原版破壞神涅墨西斯亦是瑪雅文明遺蹟中的對戰盤作為參考，創造出螺旋核心試圖改變全球暖化和環境能源不足的問題（之後改變成軍事武器）。
法斯特/浮士德（ファウスト）
聲：宮田幸季／香港：梁偉德／臺灣：賀宇傑
使用的戰鬥陀螺：玄武時計／玄岩時鐘/毀滅時鐘145WD（時鐘座）
第二季（爆）第45話中由捷古拉特所「栽培」的陀螺戰士，真實身分為正宗與吉歐的好友托比。
（漫畫版）
投資美國隊的商人兼武器公司哈迪斯公司的總經理，曾向恐怖分子和軍事國家販售武器並且利用破星者隊，最後被龍牙給秒殺打敗。
必殺轉技：盤旋空間/螺旋次元、毀滅時間(遊戲中出場)

### 其他國家代表
挪威代表、西班牙代表、瑞士代表（ノルウェー代表、スペイン代表、スイス代表）
聲：金光宣明、高中宏之、平田真菜
使用的戰鬥陀螺：殺手野牛 125FS（金牛座)、大地魔羯 125FS（魔羯座)、利爪戰狼 125FS（豺狼座)
第二季（爆）第16話登場，屬於歐洲聯盟並參加在希臘舉行的戰士節的陀螺戰士。有許多其他的歐洲聯盟代表隊參加戰士祭典。
韓国代表（韓国代表）
只在漫畫與動畫登埸。

## 4D登場

### 傳說中的陀螺戰士
被賦予星星碎片的力量的九位實力強大的陀螺戰士，分別為太陽系行星陀螺戰士(五個人)與四季陀螺戰士(四個人)，負責阻止黑色太陽 破壞神涅墨西斯復甦於現世的兩方團體。
鋼銀河
代表四季戰士中的『秋季』的陀螺戰士
使用的戰鬥陀螺：轟擊天馬 F:D（香港）／爆裂天馬 F:D（飛馬座）
盾神京矢／盾神京谷
代表四季戰士中的『春季』的陀螺戰士
使用的戰鬥陀螺：獠牙獅王／鋼牙雄獅 130W²D（獅子座）
湯宮健太
接替龍牙代表四季戰士中新任『夏季』的陀螺戰士
使用的戰鬥陀螺：烈焰射手 C145S →激閃射手／閃光射手 230WD（射手座）
水澤勇氣
封印黑色太陽破壞神涅墨西斯為使命的傳說中的太陽行星陀螺戰士之一，代表戰士為水星的陀螺戰士
使用的戰鬥陀螺：水星阿努比斯85XF→水星阿努比斯85XF（傳說版）
參見主要角色。
龍牙
前任代表四季戰士中的『夏季』的陀螺戰士
使用的戰鬥陀螺：隕石魔龍／隕石天龍 LW105LF→毀滅魔龍／毀滅天龍 F:S（天龍座）
參見反派角色
亞古孟／阿古瑪（アグマ）
聲：千葉進步／香港：周良鴻／臺灣：劉傑
使用的戰鬥陀螺：土星克洛諾斯／鐮刀巨神T125EDS （土星/希臘神話中握著鐮刀與掌管時間之神克洛諾斯、羅馬神話中掌管農業和時刻之神薩圖恩）
第三季（4D）第9話登場，褐色短髮、暗紫眼，身穿連帽斗篷與深青藍色中國武俠漢朝短褐服裝的青年，代表戰士為土星的陀螺戰士。年齡大約是20歲。先祖是太陽系陀螺戰士中統領軍隊而且在戰鬥時非常勇猛，負責指揮所有傳說中的陀螺戰士對抗與封住破壞神的行動的戰士。是百家陀螺少林拳的成員兼太陽行星中的土星陀螺戰士的後裔。
必殺轉技：拳固鐵壁、拳固爆裂、鋼破大輪、乾坤一擊、大絶断（漫画版）
King（キング）
聲：田村睦心／香港：雷碧娜／臺灣：黃珽筠（ep.16）→吳貴竹（ep.17開始）
使用的戰鬥陀螺：火星阿雷斯／幻象戰神D:D （火星/羅馬神話中的戰爭之神瑪爾斯、希臘神話中的狂戰之神阿瑞斯）
第三季（4D）第16話登場，深藍色頭髮、天藍色眼睛、褐色皮膚，胸前掛著藍色的圓形墜飾、穿著下擺呈鋸齒狀的暗紅色開襟大衣的少年。代表戰士為火星的陀螺戰士。先祖是古代太陽系陀螺戰士中負責突襲破壞神，總是站在戰場最前線的戰士。
由於身為太陽行星中火星陀螺戰士的後裔，所以在發揮真正實力時髮色會從原先的深藍色轉變成白色。而且實力十分強悍到任何人都無法阻擋，
（漫畫版）
第九集登場。與動畫不同的是眼睛顏色為一黃一籃。
必殺轉技：阿雷斯之盾／戰神之盾、阿雷斯之劍／戰神之劍、雷劍之王／魔法劍之王、與正宗組合:至尊雷鳴劍 雷光一閃
戴倫美斯／杜納米斯（デュナミス）
聲：綠川光／香港：周倚天／臺灣：于正昌
使用的戰鬥陀螺：壁玉木星/翡翠宙斯 S130RB（木星/希臘神話中負責掌管天空與雷電的天帝之神兼奧林帕斯眾神的神中之神宙斯、羅馬神話中的閃電與天界之神朱培特）
第三季（4D）第20話登場，擁有遮住右眼的薰衣草色半長髮和淺藍色的眼睛、穿著白色長袍的美少年，很擅長解讀星星的軌跡來預知未來與世界上所有萬事萬物的任何資訊。在對戰時很沉著冷靜也能看透對手的行動和思緒，敘說著所有的事物是從上天的旨意並且無法違逆。代表戰士為木星的陀螺戰士。先祖是古代的太陽系陀螺戰士中策劃出不少的戰略的戰士亦是傑吾士王（宙斯）的忠臣之一。
是霧之山中的遺跡神殿守護者兼負責封印破壞神涅墨西斯為使命的太陽行星中木星陀螺戰士的後裔，會使用白魔法和世界各地的神話中的魔法引導世人了解有關破壞神涅墨西斯的復活傳說與哈迪斯的預言，更是知道傑吾士王（宙斯）的預言和使用大地之母蓋亞之力的方式，是唯一知道破壞神涅墨西斯的來歷和許多造訪者來訪神殿請求前因後果的陀螺戰士。曾在神殿的遺跡中計算出破壞神涅墨西斯會復活的時機，等待星星碎片來到地球後就使用神殿的古代文明之力將星星碎片打散成十片，藉此讓其碎片不於落入邪惡勢力的手中。
必殺轉技：雷霆一擊／落雷猛擊、衛星大挪移／衛星移動
基斯／克里斯(克利斯)（クリス）
聲：鈴木達央／香港：伍博民／臺灣：于正昌
使用的戰鬥陀螺：幽靈獵戶B:D（獵戶座）
第三季（4D）第25話登場，金色短髮、紫色眼睛，胸前掛著類似軍牌的長方形墜飾的少年，是傳聞中在任何情況下順利完成任務的僱傭兵陀螺戰士，代表四季戰士中『冬季』的陀螺戰士。
過去曾跟兩個朋友湯姆與鮑比參加過世界盃陀螺大賽，但是在每場大賽中獲勝、朋友無法贏得比賽的情況下輸掉比賽，在面臨朋友的離開下選擇擔任僱傭兵來完成被指定的任務，不願意去相信和接納同伴，後來在某次任務中接下星星碎片的力量成為傳說中的陀螺戰士之一。
（漫畫版）
作為美國的特種部隊“戰鬥陀螺部隊”的精英成員出現。
必殺轉技：巴納德星系環／巴納德星系之環
堤堤／迪迪（ティティ）
聲：新井里美／香港：林丹鳳
使用的戰鬥陀螺：破滅羽蛇／死亡羽蛇125RDF（金星/中美洲阿茲特克神話中的羽蛇神魁札爾科亞特爾）
第三季（4D）第27話登場，褐色皮膚、綁著前後各三搓小馬尾的紅紫色頭髮、藍紫色眼睛、臉上畫有亮黃色的紋面裝飾的特徵，是個身穿遮蓋全身的黃色斗篷體型嬌小的男孩。動作相當地很敏捷，代表戰士為金星的陀螺戰士。先祖是古代太陽系陀螺戰士中藉以自由的變化動作，負責擾亂破壞神的戰士。是京谷與遊找到的最後的太陽行星的陀螺戰士兼太陽行星中金星陀螺戰士的後裔。
因為很怕生與膽怯不敢在眾人的面前顯示出真實身分，所以會戴著造型怪異的面具。後來因為遊願意跟自己進行陀螺對戰，因此在4D 34话不再戴著面具戰鬥。
必殺轉技：
灰光閃耀／灰燼火星、伊絲塔衝擊／伊絲塔之擊、空間跳躍／庫庫爾坎之跳轉(僅限漫畫版中)

### 邪惡勢力（邪惡的爪牙）
企圖想要完成遠古國王哈迪斯的預言，讓擁有黑色太陽的力量的破壞神涅墨西斯復甦於現世矯正被「扭曲」的歷史將現世走入「正確方向」的反派角色團體。
布魯圖／普魯特（プルート）
聲：豐永利行／香港：張裕東／臺灣：劉傑（ep.1）→黃天佑（ep.14開始）
使用的戰鬥陀螺：融合閻王／熔岩冥王AD145SWD （冥王星/冥界的魔王哈迪斯、魔界的魔神普路托）
第三季（4D）第1話登場，終極反派之一，也是鋼鐵戰魂至鋼鐵戰魂4D整系列的黑幕。被稱為「莫大的災難」、「邪惡勢力」、「哈迪斯的後裔」，最初以黑框藍底的六邊形護目鏡和灰色斗篷與黑色手套來掩蓋身分，於第38話以真面目的紫色眼睛、紫色中短髮的青年的模樣現身。於41話之後以蒼白膚色與白色西裝搭配紅木色的領帶出現。
真實身分為創造出破壞神涅墨西斯的古代國王哈迪斯的後裔，也是在爆中啟動HD學院的主使者。會使用電擊與黑魔法的闇黑力量（也就是哈迪斯的咒縛）來操縱與控制「接受」其力量的陀螺戰士，藉此改變他們的個性並且將星星碎片獻祭給破壞神，也可以用黑魔法來顯示出破壞神涅墨西斯的強大力量。打算要讓破壞神涅墨西斯復甦於現世並且借助其力量修正歷史藉此完成先祖哈迪斯的預言。
4D第1話中發現星星碎片被打散成十片並且分散在世界各地，之後發現其中一塊碎片寄宿於沉眠在馬雅文明的遺蹟內的原版破壞神涅墨西斯後，命令約翰尼斯找出所有傳說中的陀螺戰士將他們所持有的星星碎片讓破壞神涅墨西斯復甦於現世。
約克／約翰尼斯（ヨハネス）
聲：千葉一伸／香港：雷霆／台灣：何志威
使用的戰鬥陀螺：猛擊猞猁／爆擊山貓／暴擊天貓TH170WD（天貓座）
第三季（4D）第1話登場，襲擊勇氣被銀河一行人給擊退的陀螺戰士，是邪惡勢力（布魯圖）的使者，接受布魯圖的命令找出所有傳說中的陀螺戰士並且復甦破壞神涅墨西斯，經常發出貓的聲音，由於有許多流浪貓經常出現在自己的身旁，因此被銀河與京谷等人稱為「臭貓」、「貓怪人」等稱號。為人狡詐，雖然實力普通卻很擅長使用各種的怪招來擊敗對手。
（漫畫版）
第九集登場。參加終極陀螺戰士比賽，但在第三輪的第三局中敗給健太。
希歇爾／哈雪爾（ハーシェル）
聲：新垣樽助／香港：李致林
使用的戰鬥陀螺：雙剎天王／雙重天王 230WD（天王星／烏拉諾斯）
第三季（4D）第31話登場，守護黑色太陽之子（拉格）的三戰士之一，由於是光頭，頭上有紋身的特徵。被正宗與King給諷刺為「禿頭漢」。
凱澤／凱薩（ケイザー）
聲：岩崎征實／香港：張裕東／臺灣：黃天佑
使用的戰鬥陀螺：爆神惡蠅／爆神魔蠅 T125XF（蒼蠅座）
第三季（4D）第31話登場，守護黑色太陽之子（拉格）的三戰士之一，模樣相當很古怪又詭異到蒼蠅般，特別是戴著像鳥喙的口罩，用詞全部都是跟蒼蠅有關的詞句。
庫克諾斯／丘克納斯（キュクナス）
聲：间岛淳司／香港：梁偉德
使用的戰鬥陀螺：環叠天鵝／冰流天鵝 145WD（天鵝座）
第三季（4D）第31話登場，一頭齊肩白髮，眼睛沒有眼白特徵的男子。守護黑色太陽之子（拉格）的三戰士之一。
防御轉技：明鏡止水
拉格／羅喉（ラゴウ）
聲：森川智之／香港：何承駿／臺灣：于正昌
使用的戰鬥陀螺：原版復仇者→邪惡復仇者／破壞之神涅墨西斯X:D（太陽伴星/希臘神話中復仇女神涅墨西斯之巨翼惡龍）
第三季（4D）第31話登場，終極反派，第三季（4D）的最終反派。由於被黑色太陽選中，所以有著「黑色太陽之子」支稱，是第一代破壞神涅墨西斯使用者的後裔。黑色長髮、紅色眼睛，身著馬雅的傳統服裝。擁有能夠輕易壓制所有傳說中的陀螺戰士的實力。
（漫畫版）
與動話不同點，不是傳說中的陀螺戰士而是破壞神涅墨西斯的另一個自我所產生的，是人類的邪念所產生的集合體。
必殺轉技：“天崩地烈／天地崩落”、“最終天崩地烈／最終天地崩落”(漫畫版中出現)
大道寺
橫跨全個鋼鐵戰魂系列的反派角色之一，第一季中原本「引導」龍牙發揮出雷霆天龍的力量藉此掌控戰鬥陀螺界，卻因為受到雷霆天龍的力量而黑化的龍牙給視為不需要的存在而被除掉。在4D中被透露實為布魯圖的手下，並且在4D第31話中找到操控破壞神涅墨西斯的黑色太陽之子。
參見反派角色

## 其他角色
陀螺DJ（ブレーダーディージェイ）
聲：杉山紀彰／香港：何承駿→梁偉德／台灣：黃天佑（一期 ep.1）→賀宇傑（一期 ep.2 以後、爆）→劉傑（4D）
使用的戰鬥陀螺：大地天鷹145WD（天鷹座）
第一季第1話登場，戰鬥陀螺大型比賽的主持人兼裁判，負責向觀眾報導對戰賽的實況並且炒熱賽場的氣氛。
必殺轉技：“陀螺戰士DJ爪”。
修、隆、明（オサム、タカシ、アキラ）
聲：生天目仁美、高梁碧、西優子／香港：林芷筠、林丹鳳／台灣：賀宇傑、郭馨雅、吳貴竹
第一季第1話登場，健太的三個好友，後期組成OTA組（是以三人的名字為首的縮寫）。修是上身穿著的橙色襯衣的男孩。隆是穿著淺藍色上衣，身材瘦高的男孩。明是留著一頭深藍色頭髮的男孩。這三人雖然參加戰陀螺戰士全國大會的挑戰賽卻沒有達到規定的資格。
紋章狩獵者A、B、C、D、E（フェイスハンターズA、B、C、D、E）
聲：堀田勝、井上剛、興津和幸、坂卷學、相馬幸人／香港：梁偉德、黃啟昌、李致林、張裕東、何承駿／台灣：賀宇傑、黃天佑、黃天佑、賀宇傑、林士程
第一季第1話登場，首狩團的主要成員之一，A是橙色頭髮的少年，曾在7話斥責背叛首狩團的弁慶。B是身著風衣及戴著平簷帽的少年。C是頂著黃褐色頭髮和穿著紅色花紋背心的少年。D是戴藍色帽子與深紅色頭髮的少年。E是黑髮穿深藍色上衣的少年。
北斗
聲：鄉田穗積／香港：古明華／台灣：黃天佑
使用的戰鬥陀螺：正義天秤 DF145BS（天秤座）
第一季第17話登場會說人類語言的狗，銀河和冰魔的好友，非常不喜歡自己被人當作狗來對待。曾救出跌落熔岩中的流星，在銀河一行人造訪古馬村時給予他們許多的幫助。
遊戲版中只出現在第一版DS遊戲中。在過去也認識跟龍牙，無法勸阻他不能使用禁忌的戰鬥陀螺雷霆天龍。
（漫畫版）
雖然是狗卻是一位陀螺戰士。在古馬村被摧毀不久與銀河踏上旅途。曾在陀螺戰鬥大會的期間幫助銀河，由於因為自己的真正身分而被迫棄權令飛雄不戰而勝。
必殺轉技（漫畫版）：“正義之劍”
托比
聲：宮田幸季／香港：梁偉德／台灣：賀宇傑（爆）→黃天佑（4D）
使用的戰鬥陀螺：岩巌白羊145WD（牡羊座）→玄武時計 145WD （時鐘座）→螺旋天琴 ED145MF（4D）（天琴座）
第二季（爆）第34話登場，正宗與吉歐的好友，起初為棕色的半長髮，爆45話轉變為白灰色。
曾與正宗與吉歐成為好友並且組成岩窟隊並且誓言要成為最強的陀螺戰士為目標而努力，卻因罹患不明疾病的緣故而長期住院。雖然在吉歐加入HD學院後獲得醫療的贊助，卻在捷古拉特的「幫助」中操縱著毀滅時鐘繼而引發螺旋核心事件，最後在正宗和吉歐的協助下得以獲救並且回歸岩窟隊。
第三季（4D）第14話創立新岩窟隊幫助銀河一行人找尋傳說中的陀螺戰士。
- 必殺轉技：

“天琴弦爆碎擊破/潰碎琴弦/毀滅之聲”
“合體必殺轉技:雙重強烈颱風/雙旋颱風”
史汀/斯蒂爾（ブレーダーディージェイ）
聲：寺崎正樹／香港：陳永信
第二季（爆）第34話登場，岩窟隊俱樂部的老闆兼教練，會拿劍道的竹劍來指導學生們也會修復戰鬥陀螺的工作。
曾訓練與指導從剛搬到美國的正宗發射戰鬥陀螺的技巧，但後來會讓銀河一行人會來拜訪與借用工作室來修復他們的陀螺。
歐文/歐伊安(奧運)，布雷特(布萊德)，布魯斯（ブレーダーディージェイ）
聲：平田真菜、大室佳奈、森夏奈美／香港：林丹鳳、沈小蘭、伍秀霞
使用的戰鬥陀螺：利爪射手 125B (射手座)、利爪戰狼 125B (豺狼座)、憤怒射手 125FS (射手座)
第二季（爆）第34話登場，岩窟隊的成員。
美國DJ（アメリカディージェイ）
聲：鳥海浩輔／香港：伍博民
使用的戰鬥陀螺：巨岩牡羊/岩石白羊ED145D（白羊座）
第二季（爆）第34話登場的美國代表《世界盃陀螺大賽》的主持人和裁判，跟日本的陀螺DJ進行陀螺對戰。
必殺轉技：“美國DJ交叉變換擊”
龍斗
聲：園崎未惠／香港：李致林、胡家豪（代配）
使用的戰鬥陀螺：終極惡龍／究極魔龍 85XF （天龍座）
第三季（4D）第18話登場的賞金獵人，前往神塔等遺蹟尋找星星碎片的陀螺戰士，協助幫助銀河一行人找尋傳說中的陀螺戰士。
（漫畫版）
出現在特別版中為龍牙的弟弟，但不被龍牙給承認。
必殺轉技：“閃電槌擊／鐵鎚螺釘”、“龍皇之錘”(漫畫版)
阿寶／巴奧（バオ）
聲：寺島拓篤／香港：周倚天／臺灣：何志威
使用的戰鬥陀螺：地獄冠冕/地獄皇冠 130FB（北冕座）
第三季（4D）第8話登場，紅褐色半長髮，身穿連帽斗篷與類似中國褐服和蒙古服裝的青年，百家陀螺少林拳的成員之一亦是阿古瑪的搭檔。
必殺轉技：閃光一擊

### 客串
山田浩二（やまだ こうじ）
聲：儀武祐子／香港：鄭麗麗
第一季第1話登場，參加戰鬥陀螺大會與健太進行陀螺對戰的男孩。
越前
聲：中西英樹／香港：李致林／台灣：林士程
第一季第5話登場，渡蟹以前最要好的朋友，在渡蟹所居住的家鄉中是實力較強的陀螺戰士。卻在渡蟹跟多良場對戰中背叛他，因此遭到渡蟹的復仇。
多良場（たらば）
聲：／香港：李凱傑／台灣：黃天佑
使用戰鬥陀螺:利爪射手 145FS（射手座）
第一季第5話登場，正在進行修行之旅的陀螺戰士，而且實力比得過越前與渡蟹上。後來被渡蟹視為復仇對象之一。
光的母親（ヒカルの母）
聲：雪野五月／香港：伍秀霞／台灣：吳貴竹
第一季第6話登場，光早已過世的母親，出現在光的回憶中。由於臥病在床的緣故因此把自成為最強陀螺戰士的心願寄託在女兒光的身上。
積分獵人陀螺戰士A、B、C、D (はぐれブレーダーA、B、C、D)
聲：相馬幸人、坂卷學、興津和幸、井上剛／香港：李致林、黃榮璋、梁偉德、翟耀輝
第一季第24話登場中一群積分獵人陀螺戰士，總是以三劍客中的「人人為我，我為人人」的名號作為口頭禪，為了參加陀螺戰士全國大會，因此向銀河進行陀螺對戰企圖奪走他的陀螺分器數卻被翼給插入與打敗。
必殺轉技：“全體攻擊”
尾上遼（尾上 リョウ(おのうえ リョウ)）
聲：堂坂晃三
使用戰鬥陀螺:颶風雄獅125FS（獅子座）
第一季第25話登場，身穿鬥牛士服裝的陀螺戰士。
大木敦 (
聲：寺谷美香
第一季第29話登場。
章吾/姜格（ジャンゴ）
聲：井上剛／香港：李凱傑／台灣：賀宇傑
使用戰鬥陀螺:利爪戰狼 125B（豺狼座）
第一季第36話登場，出擊像閃電般的陀螺戰士，因為以驚異的發射力快如跟閃電般的速度，因此被人稱為「閃光射擊手」。
和樹、結依（カズキ、ユイ）
聲：神田朱未、今野宏美／香港：陸惠玲、何璐怡／台灣：郭馨雅、吳貴竹
使用戰鬥陀螺：颶風雄獅 D125HF、利爪射手 D125B
第一季第37話登場的兄妹。
中國DJ、中東DJ、俄羅斯DJ、印度DJ、法國DJ、意大利DJ、巴西DJ、城鎮DJ、摩亨佐-達羅 DJ（中華DJ、中東DJ、ロシアDJ、インドDJ、フランスDJ、イタリアDJ、ブラジルDJ、アメリカDJ、町のDJ）
聲：立木文彦、稲田徹、黒田崇矢、樫井笙人、家中宏、北沢力、岩田光央、小森創介、檜山修之
爆後登場的世界各地的DJ，在世界盃陀螺大賽的期間負責講解規則內容與比賽情況。
老師/老仙人
聲：宮澤正／香港：黃子敬
第二季（爆）第9話登場神秘老人，曾在中國山區出協助正宗進行訓練。
非洲沙巴那國總統（アフリカ大統領とサバンナ（サバナ）:ダルバマシェブ）
聲：銀河万丈／香港：葉振聲
第二季（爆）第18話登場，非洲沙巴那國巨岩市的總統，本名叫達爾巴馬.奇夫。為了處理國家的財政問題決定參加世界盃陀螺大賽。
馬卡斯/馬克斯/馬庫斯（マーカス）
聲：川津泰彦／香港：張錦江
使用的戰鬥陀螺：宇宙水瓶105RF（水瓶座）
第二季（爆）第18話登場。想要跟路易和托尼參加世界盃陀螺大賽。
路易(路易斯)與托尼(湯尼)(ルイス、トニー)
聲：興津和幸、堀田勝／香港：巫哲棋、張裕東
使用的戰鬥陀螺：巨岩白羊ED145D（白羊座），蜃氣雙子T125S（雙子座）
第二季（爆）第18話登場，馬卡斯的同伴。
勇氣的祖父(ユウキの祖父)
聲：佐佐木聰
第三季（4D）第2話登場，出現在勇氣的回憶中。
某個對手
聲：平尾明香
第二季（爆）第28話登場。
賓斯/文斯（ビンス)
使用戰鬥陀螺：（黃金）利爪戰狼 125B(豺狼座)
第二季（爆）第35話登場，黃金槳隊的隊長。
吉姆與達斯蒂(ジム、ダスティ)
聲：知桐京子、西墻由香
使用戰鬥陀螺：颶風雄獅 125B
第二季（爆）第35話登場，文斯的好友，在錦標賽的決賽中與正宗、吉歐與托比進行陀螺對戰。
長友修人(ながとも しゅうと)
聲：鈴木恭輔
第三季（4D）第1話登場。
莎拉()
聲：藤井結夏
使用戰鬥陀螺：大地鳳凰145F⇒90WD (鳳凰座)
第三季（4D）第4話登場，居住在印尼南部的扎罕島中某個村莊的女孩。
莎拉的父親(サラの父親)
聲：室園丈裕
第三季（4D）第4話登場。莎拉的父親。扎罕島上某個村莊的村民。
村長()
聲：藤本譲
第三季（4D）第4話登場，扎罕島上某個村莊的村長。
阿南迎(アナンガ)
第三季（4D）第7話登場，在摩亨佐村所舉辦的祭典大賽中最有實力的陀螺戰士。
印第斯三世;(キングインダス)
使用的戰鬥陀螺：流星巨蟹 105MF (巨蟹座)
第三季（4D）第7話登場，出身於摩亨佐村的村長家的巨漢型陀螺戰士。
必殺轉技：“王者印第斯 滾石猛擊”
阿安與杰特(キングインダス)
聲：坂巻学、井上剛
使用的戰鬥陀螺：利爪射手 125FS（射手座）、颶風雄獅 125B(獅子座)
第三季（4D）第9話登場，香港巨星的陀螺戰士。
郊普與洙賢(ダンプ、ス・ヒヨン)
使用的戰鬥陀螺：灼熱戰狼 125B (豺狼座或天鵝座)、灼熱戰狼 125B (豺狼座)
第三季（4D）第15話登場。
伊莉奥蒙妲／茉提（モッティ）
聲：釘宮理惠／香港：曾秀清／臺灣：郭馨雅
使用戰鬥陀螺：烈焰巨蟹H145WD（巨蟹座）
第三季（4D）第9話登場，打扮得像隻貓咪。
織桑／吉古森（ジグソー）
聲：桑島法子／香港：袁淑珍／臺灣：郭馨雅
使用的戰鬥陀螺：禁斷艾奧／封印伊歐ED145FB（伊歐或是伊娥、木衛一）
墨綠色的頭髮，戴著眼鏡是他的特徵，總是拿著書籍來閱讀。
第三季（4D）第16話登場，出席蘇菲亞360大賽。實力強勁與相當冷靜，能悠哉的看著手裡的書籍來擊敗對手。由於有很強的實力所以被勇氣誤認成是傳說中的陀螺戰士。
必殺轉技：“爆裂衞星／爆裂星軌”
克里斯的朋友(クリスの仲間A、B)
聲：許綾香、持月玲依
第三季（4D）第36話登場，名叫湯姆與鮑比，克里斯的好友，曾跟克里斯參加世界盃陀螺大賽，卻因為無法跟上克里斯加上在每場大賽中輸掉無法晉級比賽下選擇離開他，促使克里斯無法接納與信任同伴的契機。
哈迪斯(ハデス)
第三季（4D）第21話登場，在幾千年前遠古古代文明盛行時代中某個國家的國王、傑吾士王（宙斯）兄弟(4D 26話中被提及）。是布魯圖的先祖也是創造破壞神涅墨西斯的戰鬥陀螺的創造者。更是阿古瑪的先祖原本所忠誠的對象。
由於獲得降臨在陸地上的星星碎片卻因當時附身於其身上的黑色太陽的力量陷入著迷甚至黑化下創造出強大的戰鬥陀螺破壞神涅墨西斯，並且用破壞神來毀滅反抗自己的人民藉此創造出以自己為中心的的烏托邦（跟受到雷霆天龍的闇黑力量的影響陷入蠱惑的持有者或是發掘者沒兩樣），曾在創造涅墨西斯時將一部分領土與神殿沉沒在大海中（也就是失去的王國）打算在破壞神復蘇的期間建造出新的國度。卻因涅墨西斯的強大威力遠超過自己的想像變成破壞神、還與涅墨西斯被借助蓋亞之力的五位太陽系行星陀螺戰士給封印起來，被封印前留下自己將來會復活的預言讓破壞神僥倖逃過被毀滅的命運。
4D 26話中被提到過去跟兄弟宙斯（傑吾士王）擁有一塊寶玉（也就是一條古代的墜鍊）時附加上自己無法達成夙願的邪念，後來邪念被傑吾士王（宙斯）給封印起來不久就將此寶玉交給杜奈米斯的先祖兼他的後裔（霧之山神殿的守護者）來負責繼續封印與看守邪念的力量。
傑吾士王（宙斯）(ゼウス)
第三季（4D）第21話登場，是幾千年前鄰國的國王也是與哈迪斯有血緣關係的兄弟(4D 26話中被提及）。是杜奈米斯和勇氣的先祖所忠誠的對象。
曾舉起反抗的旗幟跟太陽系行星陀螺戰士對抗破壞神涅墨西斯，歷經封印與抗衡破壞神與哈迪斯的大戰後，由於目睹戰爭期間所留下的許多傷痕，為了阻止哈迪斯的預言更要避免慘劇在未來中再度發生，因此把蓋亞的力量分為四片將它們交託給未來的陀螺戰士，之後在霧之山建立神殿贈送給杜奈米斯的先祖與他的族人（包括保管與封印封印哈迪斯無法達成夙願的邪念魔咒的寶玉），而且下令其先祖的後裔作為神殿的守護者宣誓對祂履行義務的效忠以及封印破壞神涅墨西斯的使命，也要讓世人永遠都要知道破壞神涅墨西斯復活的傳說和提防哈迪斯的預言。
古代太陽系行星陀螺戰士(古代ブレーダー戦士（こだいブレーダーせんし）)
第三季（4D）第21話登場，五位擁有太陽系的行星陀螺和星星碎片力量的太陽行星陀螺戰士。是勇氣、阿古瑪、King、杜奈米斯和堤堤的先祖。跟傑吾士王（宙斯）借助蓋亞之力將破壞神涅墨西斯給封印起來。
在過去，阿古瑪的先祖為了族人的生存效忠於哈迪斯，靠著擁有強大的戰略與領導的智慧成為許多隸屬傑吾士王（宙斯）的陀螺戰士最大的敵人（曾跟King的先祖有戰鬥的跡象）。直至堤堤的先祖的戰鬥中被打敗時領悟到族人唯有在自由與和平的世界中才能有生存的機會，因此棄暗投明選擇去封印破壞神。
黑銀傑洛(黒銀 ゼロ、くろがね ゼロ)
聲：岡本信彥（日本）、賀宇傑（臺灣）、陳灝瑋（香港）
鋼鐵奇兵第四季中的男主角。出現在新的節目ZERO G的預告中將傳說中的陀螺戰士之一鋼銀河的心意傳送給世界各地的陀螺戰士，讓他們理解陀螺對戰的真正意義。

### 漫畫
陀螺之神;（マワシ）
使用的戰鬥陀螺:石化陀螺。
位於山梨縣某座山上長達八百年一直守護陀螺戰士的戰鬥陀螺之神，真實身分是隻猴子。
凱撒·尼祿;(ネロ)
凱撒的弟弟。擁有明智的個性。
凱撒·凱澤恩;(シーザーコンツェルン会長)
凱撒和尼祿的父親。
轟修斗;（ごう しゅうと）
使用的戰鬥陀螺：巨岩天馬（飛馬座）
漫畫中的陀螺DJ，與DJ一起居住，不停鑽研戰鬥陀螺。
黑鐵團;（くろがねだん）
當銀河參加世界錦標賽的當天指揮最強大的陀螺戰士隊伍（共有一百個人）跟健太對戰，並不承認銀河是日本的代表並試圖擊敗他以證明自己是最強的陀螺戰士。希望能跟銀河進行激烈的戰鬥。
盾神翔;（たてがみ カケル）
使用的戰鬥陀螺:神靈異獸TR145FB。
京谷的弟弟，將極限運動應用於陀螺對戰，擅長騎摩托車。
盾神高（盾神 ガオウ（たてがみ ガオウ））
盾神集團的總裁，京谷與翔的父親。
陀螺部隊（ベイフォース）
克里斯所屬的美國代表的陀螺戰士特種部隊。

## 劇場版
希利奧斯（ヘリオス）
聲：前野智昭
使用的戰鬥陀螺：鱗光雙魚DF145BS→太陽火焰V145AS（太陽）
劇場版的角色，實力極強，深不可測，擁有能與龍牙匹敵甚至凌駕銀河的實力。
必殺技：“火焰極刑煞”
巴奇姆/霸基穆(バキム）
聲：玄田哲章
使用的戰鬥陀螺：闇黑海皇（海王星/水瓶/希臘神話中海洋、地震與風暴之神波賽頓和羅馬神話海洋和水之帝王涅普頓）145WD
希利奧斯的祖父，反派角色。
必殺技：“古代海嘯”
陀螺戰士健（ブレーダーケン）
聲：ブレーダーケン
跟陀螺DJ一樣是負責講解B區比賽狀況的解說人員。
亞特蘭提斯的戰士士兵（アトランティスの兵士）
聲：金光宣明、江口拓也、田尻浩章
使用的戰鬥陀螺：鱗光雙魚DF145BS
協助希利奧斯和霸基穆的手下。

## 遊戲中出現的角色

### 戰鬥陀螺 鋼鐵奇兵（DS第1作）
漫畫所製作遊戲電玩角色
早乙女 角(早乙女 スピカ（さおとめ スピカ）
使用的戰鬥陀螺:處女座 125F（處女座）
粉紅色側馬尾的少女，只對最強的陀螺戰士感興趣。
必殺轉技：“愛之地獄”
卡托爾 (カトル)
使用的戰鬥陀螺: 金星羽蛇神 90WF（金星）
對黑暗星云有敵意的神秘組織庫庫爾坎的領袖，而且實力非常強大。
必殺轉技：“自我犠牲毀滅”

### 血戰競技場
動畫所製作電玩遊戲角色
白鳥丸 圓子 (白鳥 マリコ（しらとり マリコ）)
聲:後藤沙緒里
使用的戰鬥陀螺:地獄天鵝 125B (天鵝座)
一位在堡壘引導的銀河一行人的女性，是赫爾維德博士的女兒。
必殺轉技：“天鵝零晶翼/天鵝霜翼”
熊手 剛 (熊手 ツヨシ（くまで ツヨシ）)
聲:井上剛
使用的戰鬥陀螺:鋼鐵大熊 WD145WB (大熊座)
一位在銀河在堡壘中碰面的男孩。
必殺轉技：“巨型熊牙/巨熊粉砕牙”
月野肇 (月野 ハジメ（つきの ハジメ）)
聲:堀田勝
使用的戰鬥陀螺:龍捲風麒麟 100WF (麒麟座)
一位性格開朗的少年。
必殺轉技：“麒麟閃光長矛”
月野麻美(月野 アサミ（つきの アサミ）)
聲:阿澄佳奈
使用的戰鬥陀螺:颶風天兔 90F (天兔座)
肇的妹妹。一位心地善良的女孩。
必殺轉技：“复制疯子激光”
猫山麗娜 (猫山 リナ（ねこやま リナ）)
聲:牧口真幸
使用的戰鬥陀螺:爆裂山貓 C145BS (山貓座)
戴貓耳朵帽子的女孩。是個愛貓者，喜歡跟比自己強的陀螺戰士進行對戰。
必殺轉技：“勇猫瞬爪裂(山貓眨眼抓痕)”
坂本 凱
聲:中西英樹
使用的戰鬥陀螺:地獄火海豚 145FS(海豚座)
是個收集陀螺的零件收集器的少年。
必殺轉技：“海獣飛沫弾(海豚突击飞溅)”
葉月香樹 (羽広 コウキ（はびろ コウキ）)
聲:相馬幸人
使用的戰鬥陀螺:火焰孔雀 WD145S (孔雀座)
熱愛美麗事物的少年。
必殺轉技：“孔雀彩虹爆裂”
大地 米奈（大地 カケル（だいち カケル））
聲:興津和幸
使用的戰鬥陀螺:水晶雄獅 D125B (獅子座／水瓶座)
一個曾經被認為具有高度戰略頭腦的少年，後來成為首狩團的成員。
必殺轉技：“獅子盛大剋星”
白石守（城石 マモル（しろいし マモル））
聲:高倉有加
使用的戰鬥陀螺:Quake Seal Zam DF145D　（盾牌座）
一位戴著眼鏡、和健太差不多高的男孩，曾被黑暗星云給追尋自己的行蹤。
必殺轉技：“光之盾絕對牆壁”
八木罗奇（八岐 ロチ（やまた ロチ））
聲:羽多野渉
使用的戰鬥陀螺:惡魔毒蛇125 FS ⇒ 惡魔毒蛇　H145 FS (蛇夫座)
在遊戲的第二圈之後出現的隱藏的首領兼陀螺戰士杀手的身分。
必殺轉技：“大蛇擊殺（毒蛇襲擊咬）”
赫爾維德博士（Dr.ヘルベイド）
非玩家角色。戰鬥陀螺科學家。
陀螺戰士杀手（ブレーダーキラー）
聲:羽多野渉
使用的戰鬥陀螺:惡魔毒蛇125 FS ⇒ 惡魔毒蛇　H145 FS (蛇夫座)
由赫爾維德博士開發的軍事編織機器人，用以擊敗出色的陀螺戰士。
如果在DS遊戲“(爆誕！電流天馬) ”中滿足特殊條件，它將顯示為隱藏角色。
必殺轉技：“大蛇擊殺（毒蛇襲擊咬）”

### 爆誕！電流天馬
凡 ()
聲:山崎健太郎
使用的戰鬥陀螺:血腥别西卜 T125HF/S (蒼蠅座/墮落的熾天使、蒼蠅之王别西卜)
神秘陀螺戰士組織“诺斯费拉图”的領袖。
必殺技：“ 黑暗之流”
克奧 ()
聲:松井尚吾
使用的戰鬥陀螺: 災難烏鴉 125ES（烏鴉座）
诺斯费拉图的2號陀螺戰士。
伊吉斯 (イージス)
聲:堂坂晃三
使用的戰鬥陀螺:災難神盾 WD145WD（盾牌座）
诺斯费拉图的3號陀螺戰士。一位粉紅色黑人頭髮、有肌肉的男性。

### 爆神須佐之男來襲！
竹生
聲:坪井智浩
使用的戰鬥陀螺:Ascapricone 105WF (魔羯座) ⇒ Baksins Sunoo 90WF (爆裂素戔嗚尊)
邪惡的陀螺戰士，控制著黑暗星雲的殘餘餘黨，並尋找很久以前被封印的戰鬥陀螺素戔嗚尊。
必殺轉技：“ 天村之雲”
大和
聲:坪井智浩
使用的戰鬥陀螺:火焰處女 Flame Birgo 145S  (Virgo)（處女座）
竹生的弟弟。
陀螺守護者（ベイガーディアン）
使用的戰鬥陀螺:燃燒太陽 DF145ES、殺手太陽 ED145B、暴風太陽 105HF (Month, Susanoo)
自古以來就一直封印素戔嗚尊的一族。總以三人一組的形式出現。

### 超絕轉生！巴爾幹赫瑟斯
法老王 (ファラオ)
聲:高橋賢治
使用的戰鬥陀螺:混沌眼镜蛇 90WF（眼镜蛇）
控制埃及周圍環境的陀螺戰士和好戰組織國王谷的領袖。
必殺轉技：“卡布拉帝王束縛”
歐西里斯 (オシリス)
聲:四宮豪
使用的戰鬥陀螺:发电机巨人(Gigant Dynamos 1200XB ⇒ Gigant Dynamos 1200XB-II)
是為法老王服務的四天王的首領，擁有基於精確計算的頭腦。
伊希斯(イシス)
聲:植竹香菜
使用的戰鬥陀螺:女皇賽蓮(Empress Kraken 1500XS ⇒ 女皇海妖Empress Kraken 1500XS-II)
四天王之一，有虐待狂性格的女性陀螺戰士。
塞特 ()
聲:稲田徹
使用的戰鬥陀螺:地獄沙拉曼德(Infernal Salamand 900XF ⇒ Infernal Salamand 900XF-II_
四天王之一。
娜芙蒂蒂 (ネフティース)
聲:水島大宙
使用的戰鬥陀螺:開拓者康多诺 (Blazer Condorno 1000XD ⇒ Blazer Condorno 1000XD-II)
留著綠色長髮的男孩。自信，四天王中實力最強的人。

### 頂上決戦！大爆炸
阿吉托 (アギト)
聲:野島宏
使用的戰鬥陀螺:噩夢暴龍 SW145SD（隕石恐龍）
神秘的陀螺戰士。
必殺轉技：“恐龍之爪”、“暴龍之尾”、“ 王者的援助”
特殊必殺轉技:
“新星打击”。
迪諾·阿吉特 (ダイノアギト)
使用的戰鬥陀螺:古代暴龍 SW145SD
一位跟阿吉托有關的神秘人物。
必殺轉技：“古代毀滅”、“古代咬碎”、“恐龍粉碎”，
特殊必殺轉技
“元素爆裂”

## 脚注
1. ↑  作者足立充史和動畫人物設定師長森佳容曾在 Twitter 聲明，除湯宮健太漫畫原作自我介紹是小學五年級外，其他角色並無詳細設定年齡。
以下簡略翻譯：足立老師是寫鋼銀河大湯宮健太一點。長森寫動畫版年齡都是模糊的。
1. 足立充史 Twitter：原作の場合、元々ケンタ小５、銀河がそれよりちょい上、だったんですが、連載開始後にベイ大会のレギュレーションとかが見えてきて、小学生が対象なことを考慮して明言しないようになった感じです。 （页面存档备份，存于）
2. 長森佳容 Twitter：アニメのメタベイの年齢は皆ぼかしてある。原作で唯一ケンタが小５と出てきているが、アニメは銀河との対比も考えて小学校低学年設定にされてスタートしたのだ。(裏設定) （页面存档备份，存于）
3. 足立充史 Twitter2：I do not announce, birthday information of the MetalFightBeyblade characters on the net is all wrong. （页面存档备份，存于）
2. ↑  參考漫畫第一卷、第一話。
3. ↑  來源不明的譯名：龍捲風野牛衝斷
4. ↑  來源不明的譯名：暗黑野牛紅角（牛角）上沖斷
5. ↑  來源不明的譯名:天平炎獄裁
6. ↑  动画第六话参照。
7. ↑  來源不明的譯名:焚炎爆發
8. ↑  动画第五话参照。
9. ↑  來源不明的譯名:OV 彗星衝
10. ↑  來源不明的譯名:怒濤扭曲破
11. ↑  連載漫畫第三話參照。
12. ↑  連載漫畫第八話參照。
13. ↑  動畫第十話參照。
14. ↑  來源不明的譯名:蜃氣蠍虎
15. ↑  來源不明的譯名:無印水瓶
16. ↑  來源不明的譯名:尤利烏斯・凱薩
17. ↑  來源不明的譯名:火神天主
18. ↑  來源不明的譯名:神秘領域
19. ↑  來源不明的譯名:旋風武仙
20. ↑  來源不明的譯名:地獄之咬
21. ↑  來源不明的譯名:孔雀開斬破
22. ↑  來源不明的譯名:旋流摩羯
23. ↑  來源不明的譯名:至尊雷鸣劍
24. ↑  來源不明的譯名:星軌漫步
25. ↑  來源不明的譯名:灰燼閃耀
26. ↑  來源不明的譯名:天女衝擊
27. ↑  來源不明的譯名:熔岩魔神／熔融冥皇
28. ↑  來源不明的譯名:雙體天王
29. ↑  來源不明的譯名:爆進蠅王
30. ↑  來源不明的譯名:環流天鵝
31. ↑  動畫第七話參照。
32. ↑  爆第45-51話期間，亦即作為法斯特的另一自我時專用
33. ↑  來源不明的譯名:終焉魔龍

## 關連項目
- 戰鬥陀螺 鋼鐵奇兵